# 福井市文殊小学校
福井市文殊小学校（ふくいし もんじゅしょうがっこう）は福井県福井市にある公立小学校。住所は福井県福井市下河北町。

## 児童数
- ほかの福井市の小学校と比べると児童が少ない。2010年現在の児童数は114人。

## 行事
5月の文殊山登山や9月の文殊火祭りなど文殊山に関る機会が多い。

## 進学
付近の河を境に下河北田町側の児童は福井市足羽第一中学校へ、太田町側の児童は福井市足羽中学校へ進学する。